# Лика (река)
Ли́ка (хорв. Lika) — река в Хорватии. Течёт по территории жупании Личко-Сеньска в центральной части страны.
Длина реки составляет 78,1 км. Площадь водосборного бассейна — 1570 км².
Начинается на территории населённого пункта Медак, с высоты 596 м над уровнем моря у подножий горного массива Велебит на южной окраине полья Личко. Течёт в основном на северо-запад. Ранее уходила под землю, теряясь в понорах, но после введения в эксплуатацию ГЭС Сень воды Лики перенаправляются через 10-километровый туннель в реку Гацка.